# Bernard Rhodes
Bernard Rhodes, född 1947, är en modedesigner, skivproducent, låtskrivare, chef och impressario som var drivande i utvecklingen av punkrock-scenen i Storbritannien från mitten av 1970-talet. Han förknippas med både Sex Pistols och The Clash, Storbritanniens två mest kända punkband. Kollegan Malcolm McLaren arbetade på att sätta ihop ett band, som senare skulle bli Sex Pistols, och Rhodes var den som presenterade John Lydon (Johnny Rotten) för McLaren och fullkomnade den ursprungliga uppställningen av Sex Pistols. Rhodes och  Mick Jones, f.d. gitarrist i bandet London SS, skapade The Clash i början av 1976 genom att låta olika musiker provspela för ett nytt band, som skulle bli The Clash. Rhodos var en viktig kraft bakom The Clash, inte bara som manager utan också genom att hantera marknadsföringen och den kreativa riktning för bandet. Han lämnade The Clash 1979-1981 för andra projekt, men återkom på sångaren Joe Strummers begäran när spänningar hotade att splittra bandet 1981.
Andra grupper som förvaltats av Rhodes är The Specials, Dexys Midnight Runners, Subway Sect, Jo Boxers, The Lous, Black Arabs, Twenty Flight Rockers och Watts från Detroit.
Rhodes byggde sin studio och högkvarter Camden studio Rehearsal Rehearsals,  idag Camden Market. Området runt studion blev i slutet av 1970-talet snabbt ett välkänd tihåll för punkare och bidrog till framväxten av Camden som ett "inneområde" i London.
Efter att ha avslutat engagemangen i punk- ska revival- och new wavemusiken har Rhodes fortsatt att engagera sig i modedesign och musikindustrin, samt i olika politiska och sociala frågor.